# NGC 5561
NGC 5561 est une lointaine galaxie spirale située dans la constellation de la Grande Ourse. Sa vitesse par rapport au fond diffus cosmologique est de 12 009 ± 7 km/s, ce qui correspond à une distance de Hubble de 177 ± 12 Mpc (∼577 millions d'al). NGC 5561 a été découverte par l'astronome américain Lewis Swift en 1885.
NGC 5561 présente une large raie HI et elle renferme des régions d'hydrogène ionisé. Selon la base de données Simbad, NGC 5561 est une radiogalaxie.